# Мёгтыгъёган (приток Сыхтингъёгана)
Мёгтыгъёган (устар. Мегтыг-Еган) — река в России, протекает по Ханты-Мансийскому АО. Устье реки находится в 6 км по левому берегу реки Сыхтингъёган. Длина реки составляет 97 км, площадь водосборного бассейна 863 км².

## Притоки
- Укумигол (лв)
- Карысьпылынгъёган (пр)
- Эмторъигол (лв)

## Данные водного реестра
По данным государственного водного реестра России относится к Верхнеобскому бассейновому округу, водохозяйственный участок реки — Вах, речной подбассейн реки — бассейн притоков (Верхней) Оби от Васюгана до Ваха. Речной бассейн реки — (Верхняя) Обь до впадения Иртыша.
Код объекта в государственном водном реестре — 13011000112115200039627.